# Mas Canciones
| Оценки критиков      | Оценки критиков |
| Источник             | Оценка          |
| -------------------- | --------------- |
| Allmusic             | [ 1 ]           |
| Entertainment Weekly | B               |
| Chicago Tribune      | [ 3 ]           |
| Rolling Stone        | [ 4 ]           |

Mas Canciones (Больше песен) — семнадцатый студийный альбом американской певицы Линды Ронстадт, вышедший в 1991 году. Он стал вторым в карьере певицы испаноязычным диском и получил премию Грэмми в категории Grammy Award for Best Mexican/Mexican-American Album.

## История
Альбом вышел в ноябре 1991 года на лейблах Elektra Records и Rhino. 
На церемонии 1993 года получил премию Грэмми (Grammy Award for Best Mexican/Mexican-American Album), умеренные отзывы музыкальных критиков и интернет-изданий, но коммерческого успеха не имел. В результате в американском хит-параде Billboard 200 диск занял только 88-е место, позицию № 16 в чарте Top Latin Albums. В своем обзоре на Allmusic, критик Стивен Томас Эрльюин назвал альбом «тщательной и приятной коллекцией испанских и мексиканских песен, и этот альбом, возможно, сильнее, чем его предшественник, так как Ронстадт звучит гораздо лучше с этим новымпесенным материалом, чем когда-либо прежде».

## Список композиций
| №   | Название                                                        | Автор(ы)           | Длительность |
| --- | --------------------------------------------------------------- | ------------------ | ------------ |
| 1.  | «Tata Dios» (Father God)                                        | Trejo              | 4:19         |
| 2.  | «El Toro Relajo» (The Partying Bull)                            | Felipe Bermejo     | 2:32         |
| 3.  | «Mi Ranchito» (My Little Ranch)                                 | Felipe Valdes Leal | 3:33         |
| 4.  | «La Mariquita» (The Ladybug)                                    | Rubén Fuentes      | 2:59         |
| 5.  | «Gritenme Piedras del Campo» (Scream to Me Stones in the Field) | Cuco Sanchez       | 3:27         |
| 6.  | «Siempre Hace Frio» (It's Always Cold)                          | Cuco Sanchez       | 3:18         |
| 7.  | «El Crucifijo de Piedra» (The Crucifix of Stone)                | Roberto Cantoral   | 3:16         |
| 8.  | «Palomita de Ojos Negros» (A Little White Dove With Black Eyes) | Tomas Mendez       | 3:30         |
| 9.  | «Pena de los Amores» (Love Sorrows)                             | Jose Luis Almada   | 4:00         |
| 10. | «El Camino» (The Road)                                          | Jesus Navarro, Jr. | 3:29         |
| 11. | «El Gustito» (The Taste)                                        | Elpidio Ramirez    | 2:36         |
| 12. | «El Sueño» (The Dream)                                          | Nicandro Castillo  | 3:41         |

## Участники записи
- Линда Ронстадт — вокал
- Pete Ronstadt — вокал (брат Линды, с которым они пели в трио с сестрой Сюзи с 14 лет)
- Michael J. Ronstadt — вокал (брат Линды)
- Leonel Galvez — гитара
- Gilberto Puente — гитара
- Pedro Garcia — скрипка
- Flaco Jiménez — аккордеон
- Другие

## Чарты

### Альбом
| Год  | Чарт             | Позиция |
| ---- | ---------------- | ------- |
| 1991 | Top Latin Albums | 16      |
| 1991 | US Billboard 200 | 88      |